# Hauzenstein
Hauzenstein ist ein Gemeindeteil und eine Gemarkung der Gemeinde Wenzenbach im Oberpfälzer Landkreis Regensburg in Bayern.

## Geschichte
Eine Burg Hauzenstein wird erstmals 1372 erwähnt. Besitzer war damals ein Hermann Hauzendorfer. Spätere Besitzer waren die Paulsdorf, ab 1592 die Familie Freidl und später die Brentano von Brentheim. Das heutige Schloss Hauzenstein wurde Ende des 17. Jahrhunderts von der Familie Freidl aus Steinen der alten im Dreißigjährigen Krieg zerstörten Burganlage erbaut. Seit 1830 ist es im Privatbesitz der Familie der Grafen Walderdorff. Die Schlosskapelle wurde 1835 erbaut,
Im Jahr 1818 entstand durch das bayerische Gemeindeedikt die politische Gemeinde Hauzenstein mit folgenden Teilorten:
- Fußenberg (Gemeindesitz)
- Haslach
- Hauzenstein
- Thanhausen

Die Gemeinde gehörte bis 1848 dem Patrimonialgericht II. Klasse der Grafen Walderdorff. Im Zuge der Gebietsreform in Bayern kam am 1. Mai 1978 die Gemeinde Hauzenstein (mit den Orten Thanhausen und Hauzenstein) zu Wenzenbach.